# Music for People in Trouble
Music for People in Trouble é o quinto álbum de estúdio da cantora-compositora norueguesa Susanne Sundfør, lançado em 8 de setembro de 2017, pela gravadora Bella Union. Sundfør colaborou com Jørgen Træen na produção do álbum. Music for People in Trouble representa uma saída do synth-pop de Ten Love Songs (2015), retornando às suas raízes como uma cantora-compositora de folk.
O álbum recebeu críticas altamente positivas dos críticos de música, com alguns dizendo que este é o seu melhor trabalho até o momento. Ele estreou em número um nas paradas norueguesas, tornando o seu quarto álbum consecutivo a conseguir esta façanha. O álbum foi apoiado por dois singles, "Undercover" e "Mountaineers". O primeiro foi lançado no dia 6 de junho, e o último, que apresenta o cantor e compositor John Grant, em 24 de julho.

## Composição e gravação
Em uma entrevista em novembro de 2015, Sundfør afirmou que ela estava trabalhando no álbum, chamando-o de "muito cósmico", e acrescentou que muito da inspiração veio a partir da leitura do livro, Um Universo Que Veio do Nada. O álbum foi inspirado principalmente por uma viagem feita por Sundfør, "viajar pelos continentes à ambientes diferentes e mundos politicamente contrastantes, desde a Coreia do Norte à floresta Amazônica". Ela disse: "[As viagens] me fizeram concentrar em algo diferente de mim; me fizeram curiosa e ávida por novas impressões e novos motivos para minha fotografia. É difícil dizer exatamente como isso afetou a minha música, mas todas as experiências são potencialmente inspiradoras para a criatividade. Eu não viajo para escrever; eu viajei para tirar fotos, o que para mim é uma parte importante do álbum. Esse vazio é o lugar onde as coisas começam a crescer. A maioria do universo é vazio. Então, eu não tenho mais medo disso." Ela disse que o álbum é sobre como "nós estamos vivendo em uma época de grandes mudanças. Tudo está se movendo tão rapidamente, por vezes violentamente, às vezes assustadoramente. Eu acho que um monte de pessoas sofrem de ansiedade nos dias de hoje. Eu queria abordar essas emoções no álbum". Ela também citou a antologia Notícias do Universo, do poeta norte-americano Robert Bly, como uma das inspirações do álbum.
Sundfør escreveu a maioria das músicas "na cama em Dalston, olhando raposas fazendo cocô no jardim", com uma facilidade que ela não tivesse tido desde o seu álbum homônimo de estreia. Ela começou a escrever todos as "músicas de violão" em casa, em Londres, enquanto ela, mais tarde, viajou para Los Angeles e escreveu: "Good Luck Bad Luck" e "No One Believes in Love Anymore". Mais tarde, ela voltou para Londres e escreveu "Mountaineers", e, em seguida, "Bedtime Stories" em um chalé em Woodstock. A faixa final que ela escreveu para o álbum foi "The Golden Age". Ao contrário do álbum auto-produzido Ten Love Songs, que a levou à depressão, Sundfør disse ela decidiu não tentar fazer tudo sozinha dessa vez e decidiu colaborar com o produtor e colaborador de longa data, Jørgen Træen, que ela pensou "foi uma ideia muito boa." A gravação do álbum foi concluída em 2016, em Bergen, trabalhando com Træen.

## Lista de faixas
Todas as faixas escritas e compostas por Susanne Sundfør, exceto onde destacado; todas as faixas produzidas por Sundfør e Jørgen Træen. 
| N.º            | Título                                                       | Duração |  |
| 1.             | "Mantra"                                                     | 3:31    |  |
| 2.             | "Reincarnation"                                              | 4:05    |  |
| 3.             | "Good Luck Bad Luck"                                         | 3:40    |  |
| 4.             | "The Sound of War"                                           | 7:49    |  |
| 5.             | "Music for People in Trouble" (compositores: Sundfør, Træen) | 2:55    |  |
| 6.             | "Bedtime Story"                                              | 3:31    |  |
| 7.             | "Undercover"                                                 | 4:17    |  |
| 8.             | "No One Believes in Love Anymore"                            | 5:21    |  |
| 9.             | "The Golden Age"                                             | 4:09    |  |
| 10.            | "Mountaineers" (com John Grant)                              | 5:21    |  |
| Duração total: | Duração total:                                               | 44:39   |  |

## Desempenho nas paradas musicais
| Parada musical (2017)                     | Melhor posição |
| ----------------------------------------- | -------------- |
| Bélgica (Ultratop de Flandres)            | 124            |
| Escócia (The Official Charts Company)     | 51             |
| Noruega (VG-lista)                        | 1              |
| Reino Unido (The Official Charts Company) | 93             |

 
|

## Histórico de lançamento
| Região | Data                   | Gravadora   | Formato              | Ref.  |
| ------ | ---------------------- | ----------- | -------------------- | ----- |
| Vários | 8 de setembro 2017     | Bella Union | CD, digital download | [ 9 ] |
| Vários | 29 de setembro de 2017 | Bella Union | LP                   | [ 9 ] |